# Aristolochia delavayi
Aristolochia delavayi Franch. – gatunek rośliny z rodziny kokornakowatych (Aristolochiaceae Juss.). Występuje endemicznie w południowych Chinach, w prowincjach Syczuan oraz Junnan.

## Morfologia
PokrójBylina pnąca o nagich i sinych pędach.
LiścieSiedzące – nie mają ogonków liściowych. Mają owalny kształt. Mają 2–8 cm długości oraz 1,5–5 cm szerokości. Nasada liścia ma sercowaty kształt. Z tępym lub ostrym wierzchołkiem.
KwiatyPojedyncze. Mają żółtawą barwę. Dorastają do 1,5 mm długości i 2 mm średnicy. Mają kształt wyprostowanej lub lekko wygiętej tubki. Łagiewka kulista u podstawy.
OwoceTorebki o kulistym kształcie. Mają 1,2–1,5 cm średnicy. Pękają przy wierzchołku.

## Biologia i ekologia
Rośnie w zaroślach. Występuje na wysokości od 1600 do 1900 m n.p.m. Kwitnie od sierpnia do października, natomiast owoce pojawiają się w grudniu.

## Ochrona
W Czerwonej księdze gatunków zagrożonych został zaliczony do kategorii EN – gatunków zagrożonych.